# Aepyornithidae
Gli Aepyornithidae, detti comunemente uccelli elefante, sono una famiglia di uccelli apteri estinti, di dimensioni variabili (da grandi ad enormi), diffusa un tempo in Madagascar. L'estinzione risale a un periodo intorno al XVII secolo, per ragioni tuttora poco chiare, sebbene l'attività umana sia tra quelle ipotizzabili.